# Ischnocoelia integra
Ischnocoelia integra är en stekelart som först beskrevs av Schulthess 1910.  Ischnocoelia integra ingår i släktet Ischnocoelia och familjen Eumenidae. Utöver nominatformen finns också underarten I. i. carnowi.